# Herb Słowenii

Herb Słowenii

Herb Słowenii przedstawia potrójny szczyt górski symbolizujący Triglav – najwyższy szczyt Słowenii. Podwójna linia falista symbolizuje morza i rzeki słoweńskie. Trzy złote gwiazdy sześcioramienne ułożone w trójkąt nawiązują do herbu hrabiowskiego rodu Celje, wielkiego rodu słoweńskiego z XIV i początku XV wieku, pod którego rządami dokonało się zjednoczenie większej części dzisiejszej Słowenii. Herb zaprojektował słoweński rzeźbiarz Marko Pogačnik.
W okresie socjalistycznym Słowenia, jako część SFR Jugosławii, używała godła łączącego symbolikę narodową z socjalistyczną.

## Historia herbu

Królestwo Ilirii (1816–1849)
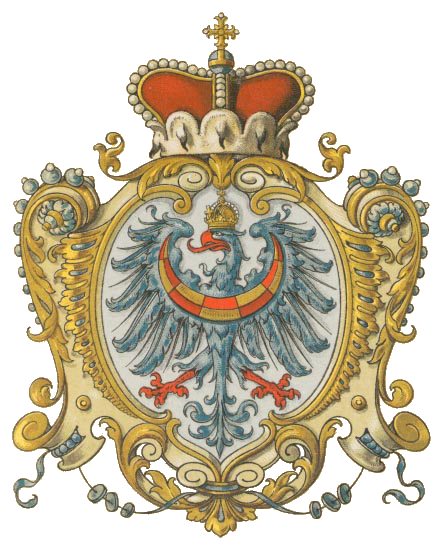
Jeden z wariantów herbu Krainy
Karyntia
Pobrzeże Austriackie
Styria
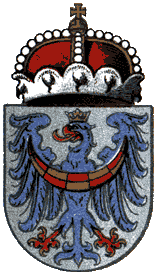
Herb mały Księstwa Krainy
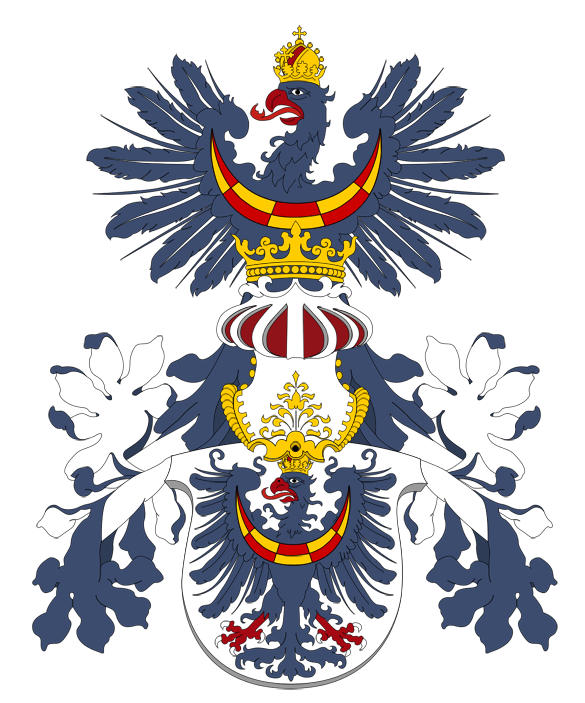
Herb wielki Księstwa Krainy
Herb Słowenii Iliryjskiej
Słoweńska Domobrana
Herb Socjalistycznej Republiki Słowenii